# Cuphea santos-limae
Cuphea santos-limae là một loài thực vật có hoa trong họ Lythraceae. Loài này được G.M.Barroso mô tả khoa học đầu tiên năm 1955.